# Musikens historia
Musikens historia  började i forntiden, innan det finns några skriftliga källor. Musik har ackompanjerat människans liv i alla dess skeden; födelse, giftermål, död, jakt och dans. Det finns flera utvecklingslinjer, bland andra den västerländska.
Den vetenskap som studerar musikens historia kallas musikhistoria.

## Musikens epoker

### Antiken
Huvudartikel: Antikens musik
Under antiken var all musik monofon, det vill säga utan kontrapunkt. Det fanns såväl vokal som instrumentell musik. Särskilt i det antika Grekland låg musik och poesi nära varandra.

### Medeltiden
Huvudartikel: Medeltidens musik
Sedan 800-talet e.Kr. kan man börja spåra den västerländska konstmusiken i källmaterialet tack vare bevarade notdokument. Den grekiska musikteorin, förmedlad genom romerska och senare även arabiska källor, hade tagits i kyrkans tjänst för att standardisera kyrkosången – vad som kom att kallas Gregoriansk sång. En viktig del i standardiseringen av kyrkosången var framväxten av kyrkotonarterna som klassifikationssystem för koralmelodier. Kyrkotonarterna var modala skalor – dels ett tonförråd men även vissa melodiska principer såsom slutton (finalist) och recitationstoner. Kyrkotonarterna uppstod i mötet mellan en levande körsångspraxis och musikteoretiska arbeten baserade på antika auktoriteter. Det finns belägg för att liturgisk sång förekommit i den kristna kyrkan redan flera århundraden tidigare, men det är först med de standardiseringssträvanden som resulterade i den gregorianska sången som noterade melodier dyker upp. Under 800-talet börjar man skriva ut melodilinjens konturer ovanför de liturgiska texterna, en tidig föregångare till det moderna västerländska notsystemet som kallas neumer. Det fanns en bokstavsnotskrift redan tidigare, men den användes nästan uteslutande i teoretiska sammanhang. Neumsystemet utvecklades gradvis mot en mer exakt tonangivelse. Man började använda de hjälplinjer som drogs på pergamentet (för att hålla textraderna raka) som notlinje, och på 1000-talet e.Kr. introducerade Guido från Arezzo tanken att låta linjen representera tre olika toner – en under, en på och en över linjen. Antalet linjer utökades gradvis med ökad exakthet i tonangivelsen som följd. Under medeltiden utvecklades polyfoni i den europeiska kyrkomusiken. Tidig flerstämmighet kunde bestå i att man sjöng i parallella kvinter eller kvarter, men också av att man sjöng en med melismer utbroderad överstämma mot en långsam gregoriansk koralmelodi. Dessa och andra dåtida sätt att utsmycka melodier kallas gemensamt organum. De nya möjligheterna att notera melodier skapade nya musikaliska möjligheter, man kunde planera – komponera – mer komplexa flerstämmiga förlopp, vilket i sin tur ställde än högre krav på notskriften. Framåt andra hälften av 1100-talet och början av 1200-talet skrevs det tre- och fyrstämmiga organumsatser i Paris, av en grupp tonsättare som forskare senare kommit att kalla Notre Dame-skolan.
Under slutet av 1200-talet började man använda sig av världsliga texter och melodier i de tidigare textlösa överstämmorna, det blev en sorts lärd konstform att på ett så konstfullt vis som möjligt kombinera de världsliga melodierna med den fortfarande i grunden gregorianska cantus firmusstämman. Denna riktning brukar kallas Ars antiqua. Kompositörerna kunde låna sitt material från den folkliga spelmansmusiken, från dansmusiken vid hoven eller från trubadurvisan (och dess arvtagare under senare delen av medeltiden). Ars antiqua-förespråkarna stod i motsättning till en något senare rörelse som (redan då) kallades Ars nova. De kompositörer som verkade inom Ars nova-traditionen utvecklade och började använda sig av nya notationsformer som tillät kombinationer av två- och treunderdelad rytm. På så vis utökade de de musikaliska uttrycksmöjligheterna.

### Renässansen
Huvudartikel: Renässansens musik
Musikhistoriker har valt att använda konsthistorikernas term "renässans" för att beteckna perioden från slutet av 1400-talet till början av 1600-talet. Mycket tack vare boktryckarkonsten, men även på grund av att tidens musikteoretiker hade en mer praktisk inriktning, är källmaterialet mycket rikare än under medeltiden. Under den här tidsperioden förändrades både sats- och klangidealen på ett vis som förde bort från det rådande modala systemet och till slut gav upphov till det dur/moll-tonala system som varit förhärskande i västerlandet sedan dess, åtminstone fram till slutet av 1800-talet. Den polyfona satstekniken drevs mycket långt, och till exempel Palestrinas satsteknik har stått sig som ideal fram till våra dagar. En önskan att återuppliva det antika dramat gav upphov till operan, och därmed en musik som var mer baserad på melodi med ackompanjemang än den polyfona kyrko- och högre ståndsmusiken. Under renässansen utvecklades många instrument till att bli mer tekniskt avancerade. Stråkinstrument etablerades, och luta användes flitigt. Även under denna period fanns stora olikheter mellan profan (folklig musik)och sakral musik (kyrklig musik).

### Barocken
Huvudartikel: Barockens musik
Perioden efter renässansen brukar kallas barocken i traditionell musikhistoria. Denna period varade ungefär mellan 1600 och 1750. Under den här tiden verkade kompositörer som Claudio Monteverdi, G.F. Händel, Antonio Vivaldi och J.S. Bach. De nya strömningarna tar sin början i Italien och sprids sedan i olika former över resten av Europa. Operan var en viktig pådrivande faktor i den musikaliska utvecklingen, liksom framväxten av ett konsertväsende. Inom den sakrala musiken (kyrkliga musiken) började likheterna mellan sakral och profan musik suddas ut. Former som oratorium, som var inspirerade av operan, letade sig in i kyrkorummen. Grundläggande för mycket av musiken under den här perioden var generalbasen, ett sätt att notera ackord. Mycket av musiken var uppbyggd kring en kompgrupp som spelade bas och ett improviserat ackordiskt ackompanjemang.
Instrumenten hamnade i centrum och musiken blev till för sin egen skull. Stråkorkestern fick sin färdiga form. Polyfonin hade fortfarande en stark ställning, men var nu baserad på andra principer – dur/moll-tonalitet – än under tidigare perioder.

### Klassicismen
Huvudartikel: Wienklassicism
Från mitten av 1700-talet växte den stil som kommit att kallas Wienklassicism fram. Under den här perioden var sonaten den mest karaktäristiska musikformen. Tongivande i den utvecklingen var Joseph Haydn. Även W.A. Mozart verkade under wienklassicismen. Det var under den här perioden som symfoniorkestern fick ungefär den form den har idag. Ludwig van Beethoven och Franz Schubert brukar ses som de som leder över in i nästa musikhistoriska epok: Romantik.

### Romantiken
Huvudartikel: Romantikens musik
Under romantiken blev det allt viktigare att uttrycka olika känslor, och man gör det med nya harmonier och instrumenteringar. Kompositören började ses som en fri konstnär, till skillnad mot en tidigare syn på kompositören som en anställd bland andra vid en kyrka eller ett hov.

### Modernismen
Huvudartikel: Modernism(musik)